# Uta
Uta (sardinski: Uda) je grad i općina (comune) u metropolitanskom gradu Cagliariju u regiji Sardiniji, Italija. Nalazi se na nadmorskoj visini od 6 metara i ima 8 604 stanovnika.
 Prostire se na 134,71 km². Gustoća naseljenosti je 64 st/km².
Susjedne općine su: Assemini, Capoterra, Decimomannu, Siliqua i Villaspeciosa.